# كيفن سوندرز
كيفن سوندرز (بالإنجليزية: Kevin Saunders)‏ هو منافس ألعاب قوى أمريكي، ولد في 8 ديسمبر 1955.